# Жебрак

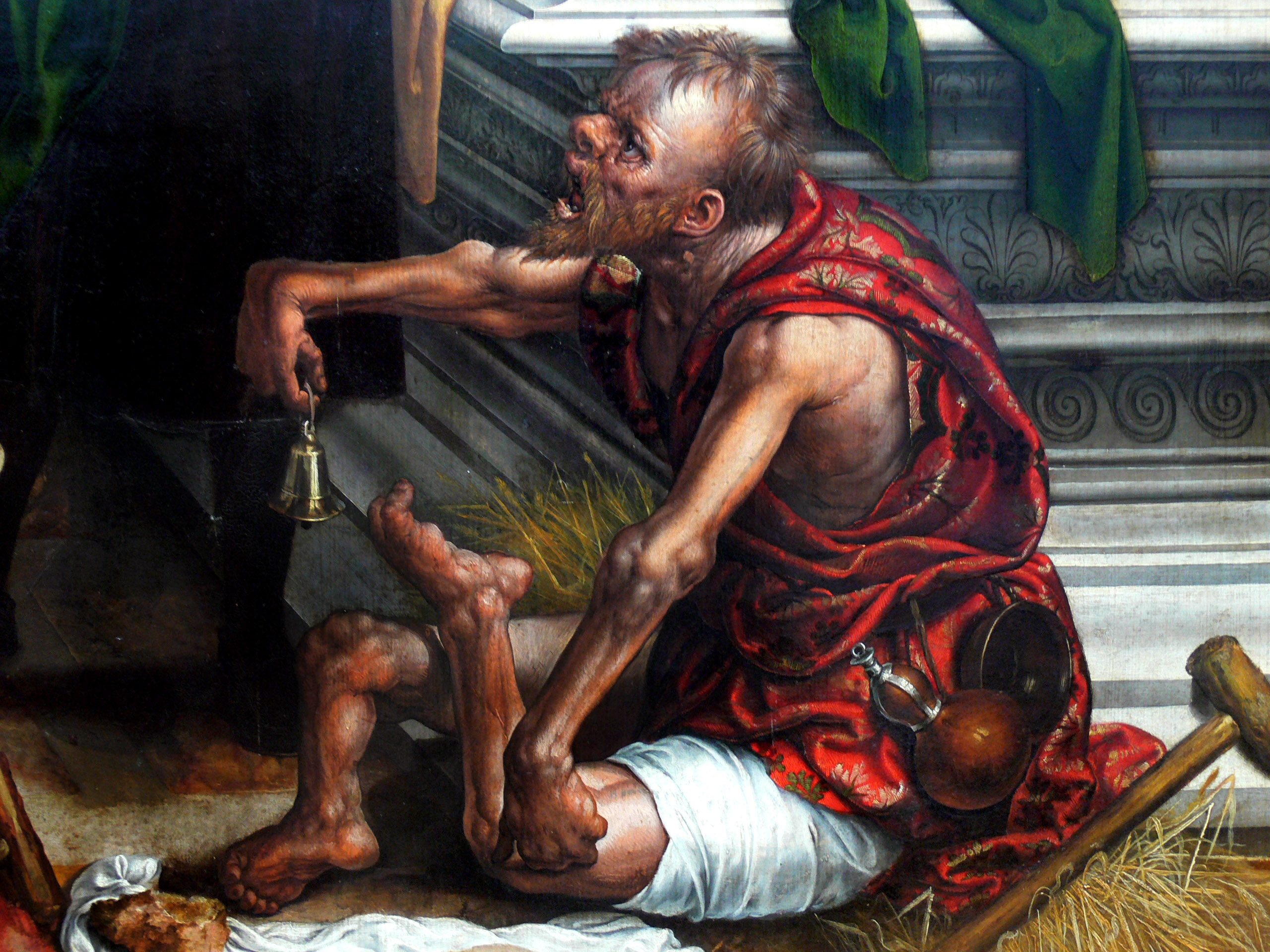
Худ. Бернард ван Орлей. Каліка-жебрак з дзвоником.

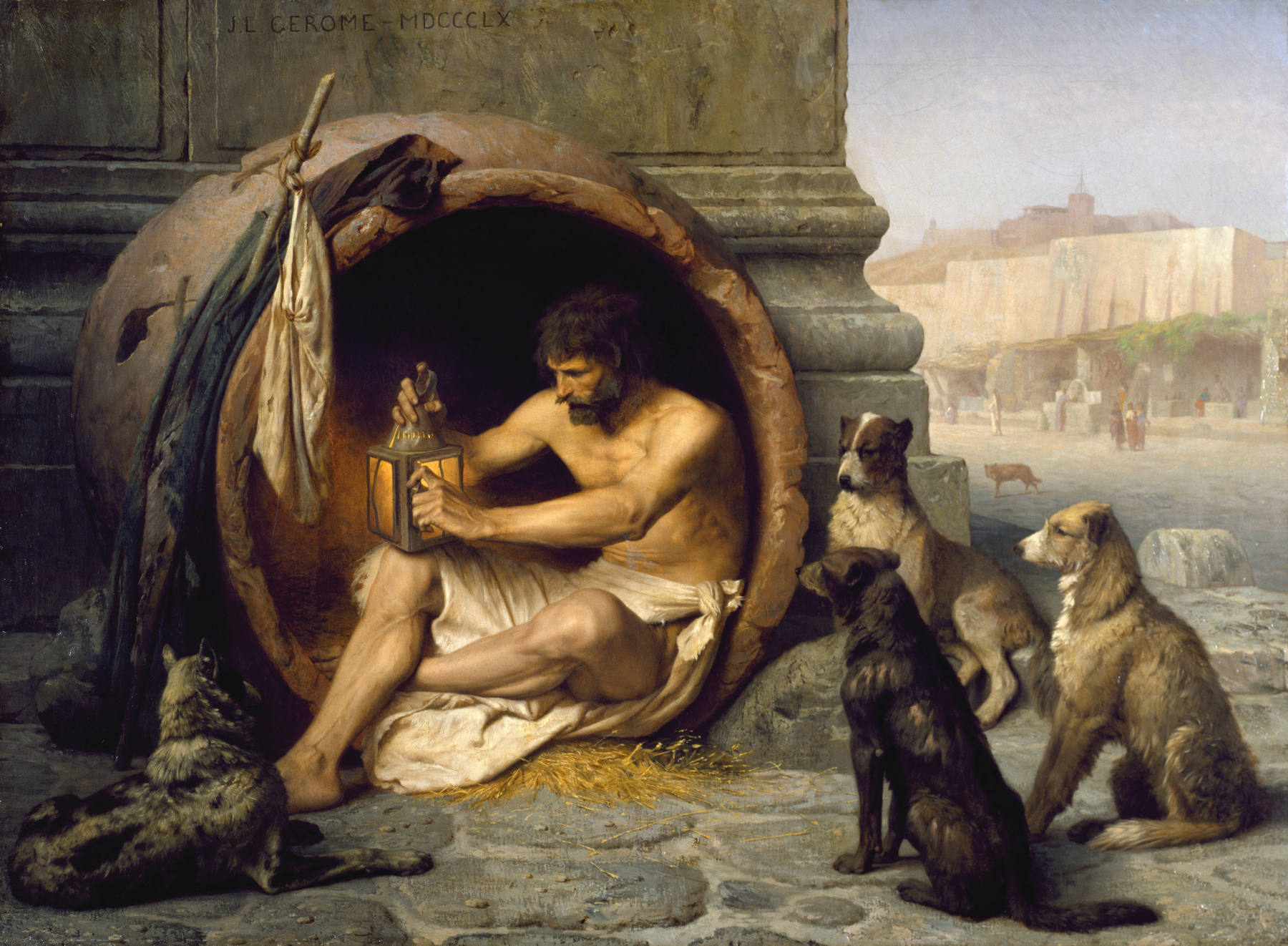
Діоген, жебракуючий філософ в Стародавній Греції. Картина «Діоген» Ж.-Л. Жерома

Жебра́к (через пол. żebrać від чеськ. žebrati), рідше ста́рець — вкрай збідніла особа, у якої обірвалися суспільні, родинні зв'язки. Характеризується як релігійна, пригнічена, знедолена, напівхвора чи божевільна людина. Живе зі старцювання і на пожертви їжі й одягу. Мандрівними жебраками були деякі чернечі ордени в Західній Європі та в мусульманстві (дервіші).
У переносному значенні жебрак — збідніла особа, що має постійні або тимчасові фінансові ускладнення.
Кількість жебраків катастрофічно зростає в часи воєн, природних і суспільних катастроф.
Жебрацтво — спосіб життя жебраків. В добу середньовіччя і дикого капіталізму мало місце фахове жебракування.

## Історія
У Стародавньому Римі переслідувалися ті жебраки, які, по огляду їх, виявлялися досить здоровими для трудового життя (лат. mendicantes validi). Каральні заходи застосовувалися, цілком ймовірно, досить широко, бо пролетаріат досягав в Римській імперії величезних розмірів, при повній майже відсутності громадської благодійності. У Середні віки законодавство Карла Великого ділити жебраків на здатних до праці і нездатних; для останніх наказується заснувати різні благодійні заклади.

## У культурі

### Прислів'я
- Старця торба годує
- Пішов дід на жебри, та не мав у що хліба класти

## Див. також

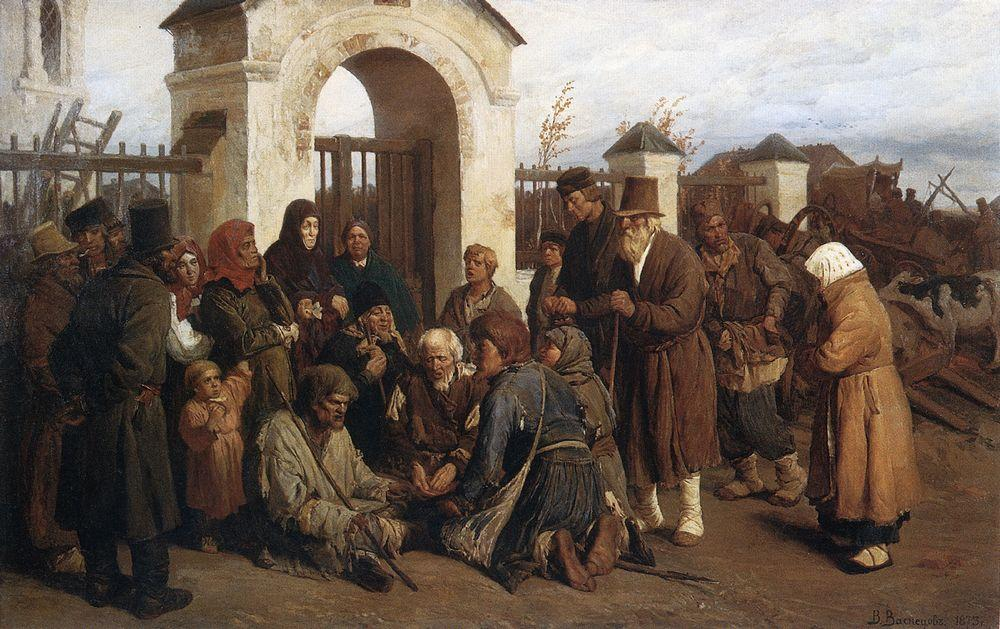
На подання «заради Христа». Полотно Віктора Васнецова «Жебраки співаки (Прочани)», 1873 р.
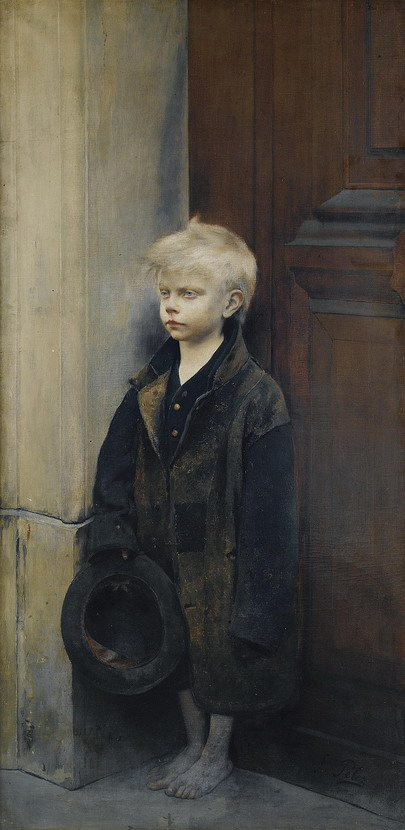
Художник Фернан Пелец (1843—1913). «Маленький жебрак»
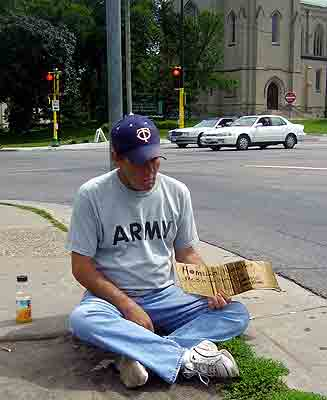
Жебрак в м. Міннеаполіс, штат Міннесота, США
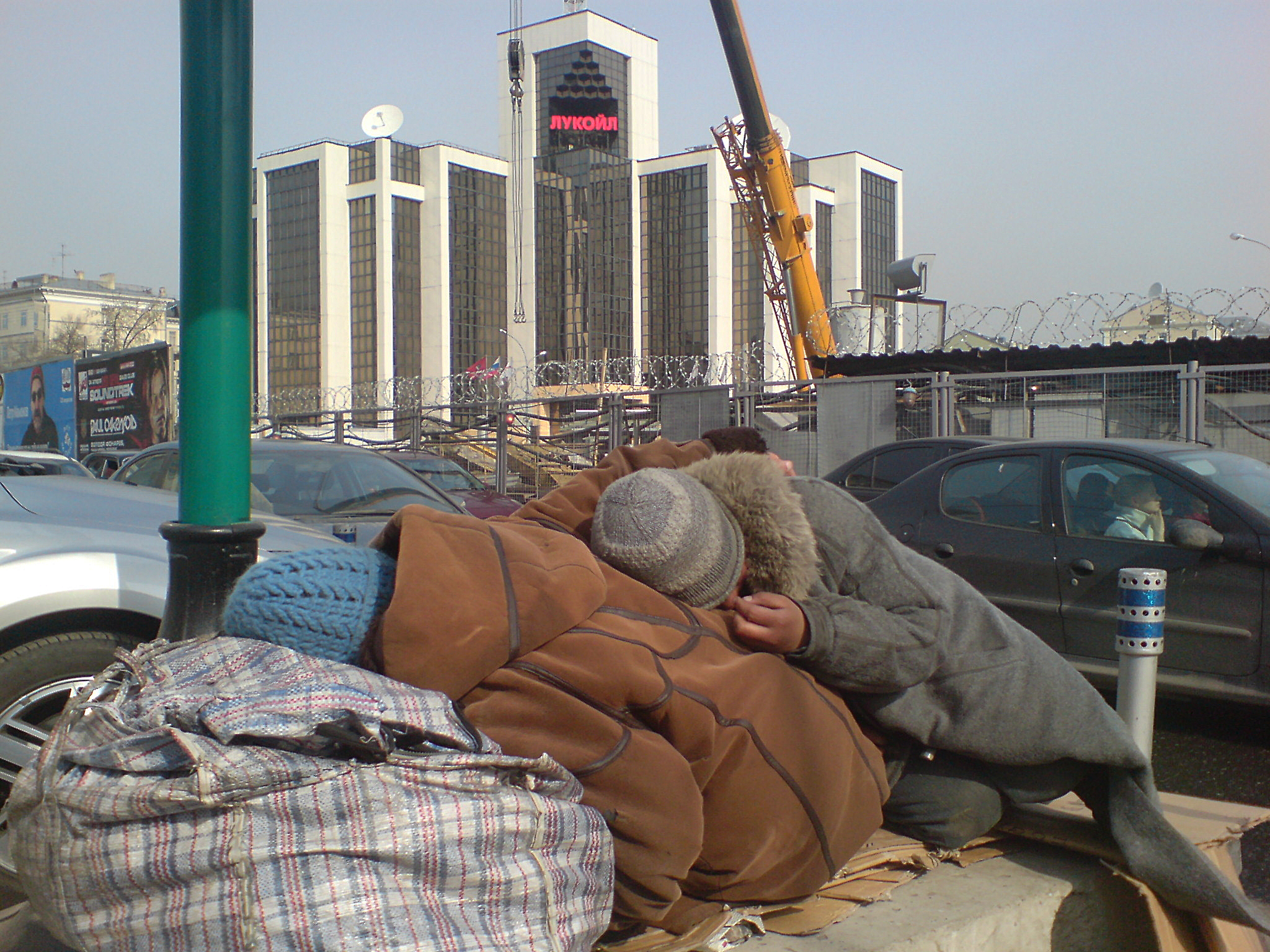
Безхатьки на вулицях Москви
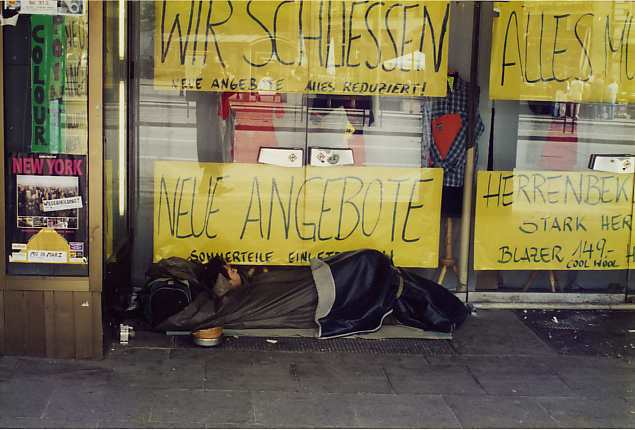
Бездомний в Берліні

### Інше
- «Жебрак» — назва скульптури 1886 р. українського митця Л. В. Позена (1849 — 1921)
- «Хлопчик-жебрак» — назва картини художника Л. М. Жемчужникова (1828 — 1912)
- «Жебрак» — назва оповідання українського письменника Легези Іринея (1861 — 1922)
- «Жебрак» — назва станкової скульптури О. Є. Шевчукевича (1902 — 1972), Україна.